# Маркушова (Підкарпатське воєводство)
Маркушова (пол. Markuszowa) — село в Польщі, у гміні Вішньова Стрижівського повіту Підкарпатського воєводства.
Населення — 846 осіб (2011).
У 1975-1998 роках село належало до Ряшівського воєводства.

## Демографія
Демографічна структура станом на 31 березня 2011 року:
|          | Загалом | Допрацездатний вік | Працездатний вік | Постпрацездатний вік |
| -------- | ------- | ------------------ | ---------------- | -------------------- |
| Чоловіки | 426     | 114                | 273              | 39                   |
| Жінки    | 420     | 96                 | 236              | 88                   |
| Разом    | 846     | 210                | 509              | 127                  |